# تعدين الفحم

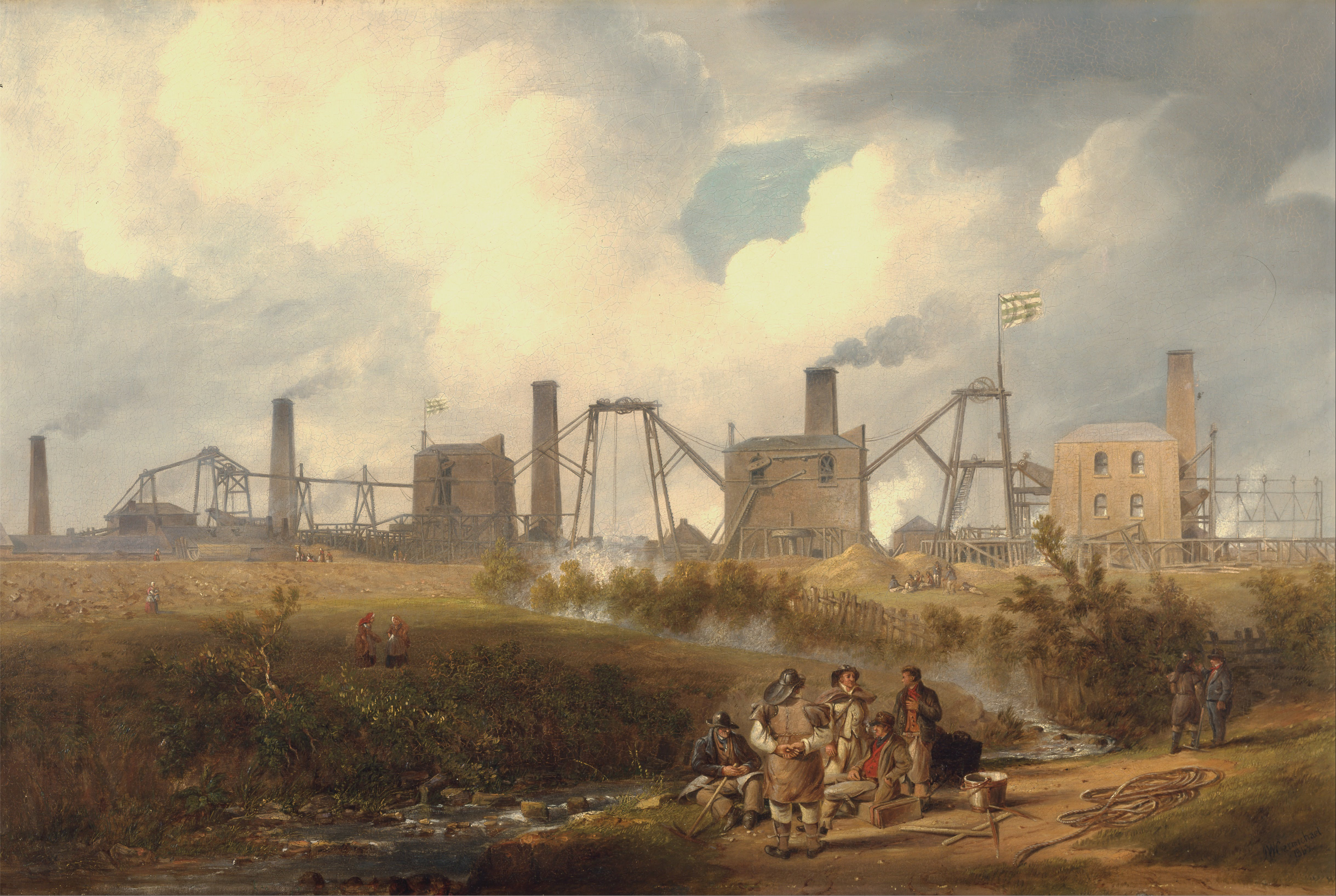
لوحة تظهر عملية تعدين الفحم في إنكلترا خلال القرن التاسع عشر.

ينبنى العمل في مناجم الفحم على استخراج الفحم من الأرض. وتكمن قيمة الفحم في الطاقة التي يحتوي عليها فمنذ ثمانينيات القرن التاسع عشر تم استخدام الفحم على نطاق واسع لتوليد الكهرباء. صناعات الصلب والاسمنت تستخدم الفحم كوقود لاستخراج الحديد من خام الحديد ولإنتاج الأسمنت.